# Liste der Naturdenkmale in Lindenfels
Die Liste der Naturdenkmale in Lindenfels nennt die im Gebiet der Stadt Lindenfels im Landkreis Bergstraße in Hessen gelegenen Naturdenkmale.

## Liste
| Bild                          | Bezeichnung                                                 | Ortsteil, Lage                               | Beschreibung | Art                        | Nr.        |
| ----------------------------- | ----------------------------------------------------------- | -------------------------------------------- | --- | -------------------------- | ---------- |
| BW                            | Wilhelmsruhe, Granit-Blockformation                         | Lindenfels 49° 41′ 2″ N, 8° 47′ 0″ O         | Aufgrund naturgeschichtlichem Wert und harmonischer Blockverwitterungsformen geschützte Granitformation auf der „Schenkenburg“.                            |                            | 431.15-41  |
| BW                            | Winterlinde (Tilia cordata) links des Aufgangs zur Burg     | Lindenfels 49° 40′ 54,6″ N, 8° 46′ 36,9″ O   | Aufgrund besonderer Stärke und durch Blitzschlag entstandener individueller Kronenform geschützt.                                                          | Winterlinde                | 431.15-411 |
| BW                            | Pfalzgrafenstein, Granodiorit-Blockformation                | Lindenfels 49° 40′ 50,9″ N, 8° 46′ 28,6″ O   | Aufgrund von landes- und naturgeschichtlichem Wert geschützte Granitformation 150 m südwestlich der Burg.                                                  |                            | 431.15-42  |
| Fotos hochladen               | Bergahorn am Burgtor (Acer pseudoplatanus)                  | Lindenfels 49° 40′ 56,8″ N, 8° 46′ 35,9″ O   | Vor dem Burgeingang. Aufgrund von sehr hohem Alter, besonderer Stärke und harmonischer Kronenbildung im Ensemble mit der Burg geschützt.                   | Bergahorn                  | 431.15-43  |
| BW                            | Aufschluss im Variskischen Schiefer                         | Lindenfels 49° 41′ 30,5″ N, 8° 47′ 2,8″ O    | Beim Bismarckturm. Aufgrund der anstehenden seltenen Gesteinsart von wissenschaftlicher Bedeutung geschützt.                                               |                            | 431.15-44  |
| BW                            | Heinz-Nickols-Eiche (Quercus petraea)                       | Lindenfels 49° 40′ 51,2″ N, 8° 46′ 28,1″ O   | Aufgrund von hohem Alter und besonderer Stärke geschützte Traubeneiche beim Pfalzgrafenstein.                                                              | Traubeneiche               | 431.15-46  |
| Fotos hochladen               | Alter Efeustock (Hedera helix) an der Burgmauer             | Lindenfels 49° 40′ 56,8″ N, 8° 46′ 36,1″ O   | Aufgrund von hohem Alter und besonders reizvoller Einheit mit der Burgmauer geschützt.                                                                     | Efeu                       | 431.15-47  |
| Fotos hochladen               | Rosskastanie (Aesculus hippocastanum) am Böhring'schen Grab | Lindenfels 49° 41′ 15,9″ N, 8° 46′ 48,9″ O   | Aufgrund von hohem Alter, besonderer Formschönheit und Größe geschützte Rosskastanie auf dem Friedhof.                                                     | Rosskastanie               | 431.15-48  |
| Fotos hochladen               | Lebensbaum (Thuja occidentalis) auf dem Friedhof            | Lindenfels 49° 41′ 15,6″ N, 8° 46′ 49,6″ O   | Aufgrund von hohem Alter und besonderer Höhe geschützter Lebensbaum auf dem Friedhof.                                                                      | Abendländischer Lebensbaum | 431.15-49  |
| BW                            | Seidenbucher Felsenmeer                                     | Seidenbuch 49° 41′ 9,3″ N, 8° 44′ 12,6″ O    | Als eigentümliches Verwitterungsrelikt von naturgeschichtlichem Wert und Moos/Flechten-Biotop geschütztes Diorit-Blockmeer 300 m östlich von Schannenbach. |                            | 431.15-61  |
| BW                            | Felsklippe im Granodiorit                                   | Seidenbuch 49° 41′ 10″ N, 8° 43′ 54,4″ O     | 230 m nördlich des Krehberg-Sendeturms. Naturgeschichtlicher Wert.                                                                                         |                            | 431.15-62  |
| mehr Fotos \| Fotos hochladen | Gersprenzquelle, natürlicher Quellaustritt                  | Winterkasten 49° 43′ 20,1″ N, 8° 46′ 19,4″ O | 120 m östlich des Sendeturms auf der Neunkirchener Höhe. Naturgeschichtlicher Wert.                                                                        |                            | 431.15-81  |